# Roman Black Label
Roman Black Label is een Belgisch bier. Het bier wordt gebrouwen door Brouwerij Roman te Oudenaarde.
Het is een blonde premium pils of lager met een alcoholpercentage van 5,6% en werd gelanceerd in 2005 onder de naam Black Hole. In 2017 werd het bier in een grote vernieuwingsoperatie ondergebracht in de zogenaamde Roman Range, met als nieuwe naam Roman Black Label.